# Casa Ipatiev

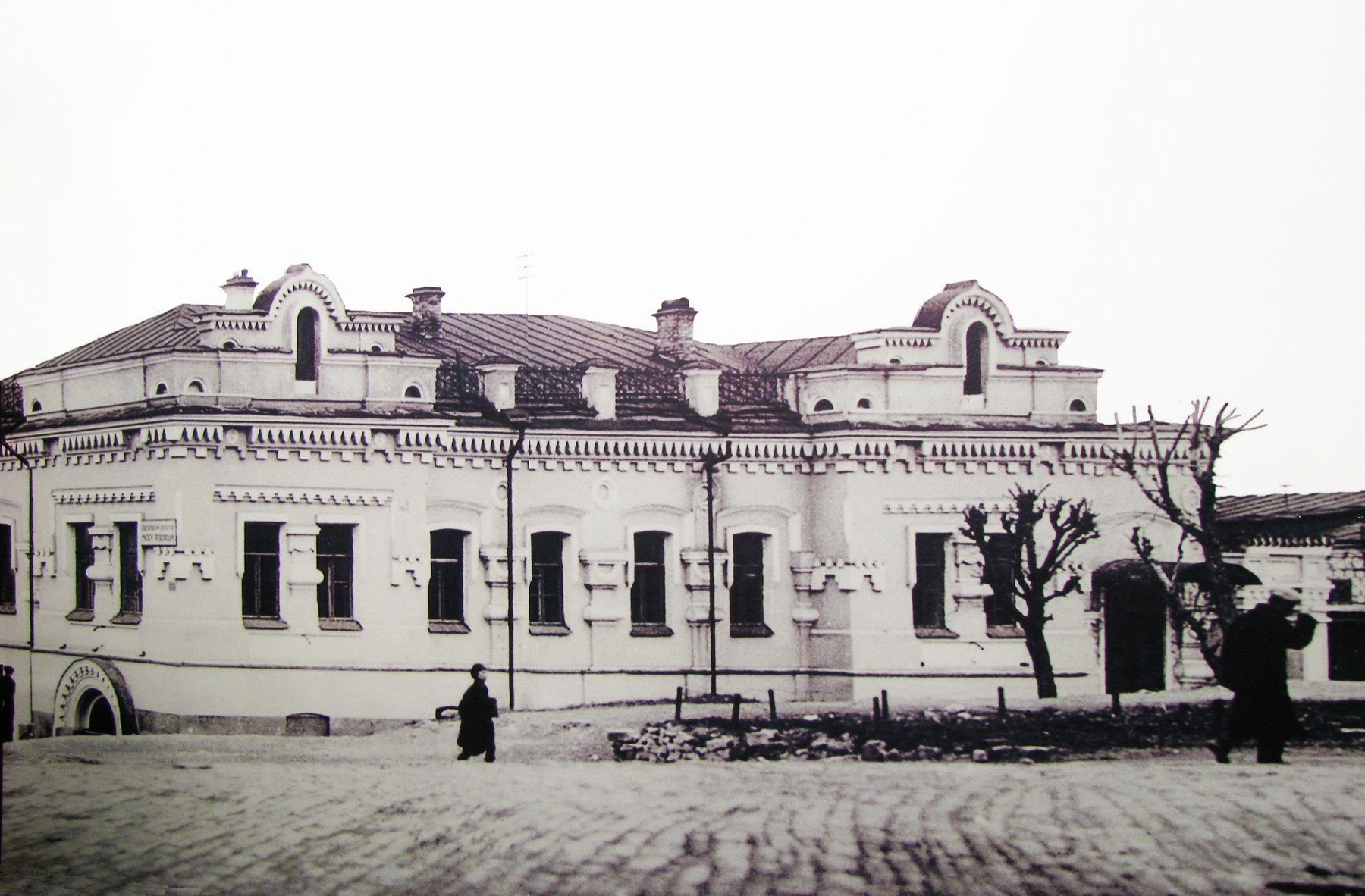
Casa Ipatiev no final da década de 1920

Casa Ipatiev (em russo: Дом Ипатьева) foi uma casa mercante em Ecaterimburgo, onde o ex-imperador Nicolau II da Rússia e vários membros de sua família e agregados foram executados durante a revolução bolchevique. Ironicamente, seu nome é idêntico com a do Mosteiro Ipatiev em Kostroma, onde os Romanovs chegaram ao trono.
Em 1977, a casa foi demolida. Entre 2000 e 2003 foi construída a Igreja do Sangue em homenagem à família imperial.